# Francis C. Gideon

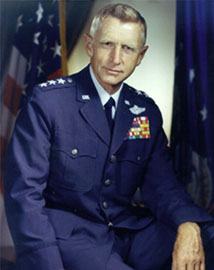
Francis C. Gideon

Francis Clare Gideon (* 18. Februar 1917 in Payne, Paulding County, Ohio; † 9. Juni 1993 in Larkspur, Colorado) war ein Generalleutnant der United States Air Force. Er war unter anderem Kommandeur der 13. Luftflotte.

## Leben
Francis Gideon studierte zunächst zwei Jahre lang an der Miami University in Oxford in Ohio. In den Jahren 1936 bis 1940 besuchte er die United States Military Academy in West Point. In der Army bzw. ab 1947 in der United States Air Force durchlief er anschließend alle Offiziersränge vom Leutnant bis zum Drei-Sterne-General.
Gideon wurde dem United States Army Air Corps zugeteilt, aus dem im Jahr 1941 die United States Army Air Forces hervorgingen. Er wurde zum Kampfpiloten ausgebildet und war während des Zweiten Weltkriegs als solcher auf dem asiatisch-pazifischen Kriegsschauplatz eingesetzt. Zwischen Dezember 1943 und September 1945 gehörte er der Stabsabteilung für Operationen der amerikanischen Heeresluftstreitkräfte im Fernen Osten an (Director of Operations for the Far East Air Forces).
Nach seiner Rückkehr in die Vereinigten Staaten bekleidete Francis Gideon verschiedene Ämter als Stabsoffizier in Washington, D.C. So gehörte er den Stäben des Kriegsministeriums und des Hauptquartiers der 1947 als eigenständige Waffengattung gegründeten United States Air Force an. Außerdem war er an der Etablierung des Amts der Joint Chiefs of Staff beteiligt.
Nach einem Studium am Air War College wurde Gideon im Juni 1952 auf die Andrews Air Force Base in Maryland versetzt, wo er als Director of Operations dem Stab des Military Air Transport Service angehörte. Diese Einheit war ein Vorläufer des späteren Air Mobility Command. Es folgte eine Versetzung auf die Dover Air Force Base in Delaware, wo er im Juli 1954 das Kommando über das 1607. Transportgeschwader (1607th Air Transport Wing) übernahm.
Zwischen August 1958 und Februar 1962 gehörte er dem Stab des Air Force Logistics Command an, der auf der Wright-Patterson Air Force Base in Ohio ansässig war. Anschließend gehörte er bis zum August 1966 in unterschiedlichen Funktionen dem Stab der Defense Supply Agency in Alexandria in Virginia an. Die folgenden zwei Jahre verbrachte er auf der Robins Air Force Base in Georgia. Dort leitete er eine große Einheit der Materialverwaltung der Air Force (commander of Warner Robins Air Materiel Area).
Am 1. August 1968 übernahm Francis Gideon auf der Clark Air Base auf den Philippinen als Nachfolger von Benjamin O. Davis Jr. das Kommando über die 13. Luftflotte (Thirteenth Air Force). Dieses Amt bekleidete er bis zum 1. Februar 1970, als Marvin L. McNickle seine Nachfolge antrat. Anschließend kehrte er zum Air Force Logistics Command auf die Wright-Patterson AFB in Ohio zurück, wo er das Amt des stellvertretenden Kommandeurs übernahm. Diese Aufgabe hatte er bis zu seiner Pensionierung im Jahr 1973 inne.
Der mit Josephine West (1921–2014) verheiratete Offizier starb am 9. Juni 1993 und wurde auf dem Friedhof der United States Air Force Academy in Colorado Springs beigesetzt.

## Orden und Auszeichnungen
Francis Gideon erhielt im Lauf seiner militärischen Laufbahn unter anderem folgende Auszeichnungen:
- Air Force Distinguished Service Medal
- Army Distinguished Service Medal
- Legion of Merit
- Bronze Star Medal
- Air Medal
- Army Commendation Medal